# Ингрид Апелгрен
Ингдрид Кристина Апелгрен (удата Валгрен) (швед. Ingrid Kristina Wallgren; Хабо Тибле киркби Упсала, 3. мај 1923) шведска кајакашица, репрезентативка Шведске крајем 1940-их и почетком 1950-их година прошлог века. 
Освојила је бронзану медаљу на Светском првенству 1950. у Копенхагену у дисциплини К-2 на 500 м. Веслала је у пару са Лисом Лундберг.
На Олимпијским играма 1948. у Лондону у дисциплини кајак једносед К-1 на 500 метара, елиминисана је је у квалификацијама. Била је пета у групи из које су само прве четири ишле у финале иако је имала реултат бољи од свих кајакашица из друге групе.